# Charles Ellis, 1:e baron Seaford
Charles Rose Ellis, 1:e baron Seaford, född den 19 december 1771, död den 1 juli 1845, var en brittisk politiker. Han var gift med en sondotter till Frederick Hervey, 4:e earl av Bristol och far till Charles Ellis, 6:e baron Howard de Walden.
Ellis ärvde efter en avlägsen släkting stora västindiska plantager och var i underhuset (1793–1826) huvudman för den inflytelserika västindiska intressegruppen.